# Grammothelopsis macrospora
Grammothelopsis macrospora är en svampart som först beskrevs av Leif Ryvarden, och fick sitt nu gällande namn av Jülich 1982. Grammothelopsis macrospora ingår i släktet Grammothelopsis och familjen Polyporaceae.   Inga underarter finns listade i Catalogue of Life.